# Markus (Familienname)
Markus bzw. Marcus ist ein Familienname. Zu Herkunft und Bedeutung siehe Markus (Vorname).

## Namensträger

### A
- Adalbert Friedrich Marcus (1753–1816), deutscher Arzt, Spitalleiter und Hochschullehrer
- Adam Marcus (* 1968), US-amerikanischer Regisseur und Drehbuchautor
- Adam W. Marcus (* 1979), US-amerikanischer Mathematiker
- Adele Marcus (1906–1995), US-amerikanische Pianistin und Musikpädagogin
- Alan Marcus (1951–2015), US-amerikanischer Schauspieler und Stuntman
- Albert Roth-de Markus (1861–1927), Schweizer Musiker, Komponist, Erfinder, Schriftsteller, Verleger, Filmregisseur und Unternehmer
- Alexander Marcus (* 1972), deutscher Musiker und Produzent
- Alexander R. Markus (* 1962), Schweizer Rechtswissenschaftler
- Andrew Marcus (* 1960), US-amerikanischer Filmeditor
- Ann Marcus († 2014), US-amerikanische Fernsehautorin
- Anna Andersch-Marcus (1914–2005), deutsche Malerin und Glasmalerin

### B
- Barry Markus (* 1991), niederländischer Radrennfahrer
- Ben Marcus (* 1967), US-amerikanischer Autor
- Benjamin Markuš (* 2001), slowenischer Fußballspieler
- Bernard Marcus (1929–2024), US-amerikanischer Unternehmer
- Bernd Marcus (* 1964), deutscher Psychologe
- Billy Markus (* 1983), US-amerikanischer Softwareentwickler
- Bunita Marcus (* 1952), US-amerikanische Komponistin

### C
- Caleb Cain Marcus (* 1978), US-amerikanischer Fotograf
- Carl Friedrich von Marcus (1802–1862), deutscher Arzt, Psychiater und Hochschullehrer
- Christopher Markus, US-amerikanischer Drehbuchautor
- Constantin Marcus (1806–1865), deutscher Lehrer und Politiker, MdFN

### D
- David Marcus (1901–1948), israelischer General
- David Marcus (Judaist) (* 1941), US-amerikanischer Judaist
- David Markus (* 1972), deutscher General des Heeres der Bundeswehr
- Dirk Markus (* 1971), deutscher Unternehmer

### E
- Edgar M. Marcus (* 1945), deutscher Schauspieler
- Edith Marcus (1888–??), deutsche Malerin
- Egerton Marcus (* 1965), guyanisch-kanadischer Boxer
- Eli Marcus (1854–1935), deutscher Schriftsteller und Schauspieler
- Elisabeth Markus (1895–1970), österreichische Schauspielerin
- Elli Marcus (1899–1977), deutsch-amerikanische Fotografin
- Émile Marcus (* 1930), französischer Ordensgeistlicher, Erzbischof von Toulouse
- Eric Marcus (* 1958), US-amerikanischer Autor
- Ernst Marcus (1856–1928), deutscher Jurist und Philosoph
- Ernst Marcus (Zoologe) (1893–1968), deutsch-brasilianischer Zoologe
- Ernst Marcus (Jurist) (1900–1973), deutsch-israelischer Wirtschaftsjurist
- Erwin Marcus (1925–2010), deutscher Jurist und Hörfunkmoderator
- Erzsébet Márkus (Erzsébet Márkus-Peresztegi; * 1969), ungarische Gewichtheberin
- Eva-Maria Marcus (1889–1970), deutsche Künstlerin
- Eveline Du Bois-Reymond Marcus (1901–1990), deutsch-brasilianische Zoologin und Zeichnerin

### F
- Fanny Freund-Marcus (1872–1942), österreichische Publizistin
- Femke Markus (* 1996), niederländische Radrennfahrerin
- Frank Marcus (1928–1996), britischer Dramatiker und Theaterkritiker
- Franz Marcus (1886–?), deutsch-dänischer Jurist
- Fred Markus (1937–2022), kanadischer Radrennfahrer
- Fritz Marcus (1888–1975), deutscher Architekt

### G
- Gabriel Markus (* 1970), argentinischer Tennisspieler
- Gaius Iulius Marcus, Angehöriger des römischen Senatorenstandes (Kaiserzeit)
- Gary Marcus (* 1970), KI-Experte und Autor
- Georg Markus (* 1951), österreichischer Autor und Moderator
- George Marcus (* 1946), US-amerikanischer Kulturanthropologe und Hochschullehrer
- Gerd Markus (* 1943), deutscher Verwaltungsbeamter und Bremer Staatsrat
- Gert Marcus (1914–2008), deutsch-schwedischer Maler und Bildhauer
- Gill Marcus (* 1949), südafrikanische Politikerin, Gouverneurin der South African Reserve Bank
- Gisela Markus (* 1937), deutsche Badmintonspielerin, siehe Gisela Ellermann
- Greil Marcus (* 1945), US-amerikanischer Musikjournalist und Hochschullehrer
- Gustav Marcus (1820–1895), deutscher Verlagsbuchhändler und Abgeordneter
- György Márkus (1934–2016), ungarischer Philosoph

### H
- Hannah Marcus (* um 1970), US-amerikanische Sängerin, Songwriterin und Musikerin
- Harry Marcus (1880–1976), deutscher Anatom, Entomologe und Hochschullehrer
- Hazel Rose Markus (* 1949), US-amerikanische Sozialpsychologin
- Hugo Marcus (1880–1966), muslimischer Schriftsteller jüdischer Herkunft im Berlin der Weimarer Zeit

### I
- Isobel Markus, deutsche Autorin

### J
- James A. Marcus (1867–1937), US-amerikanischer Schauspieler
- Jan Marcus (* 1983), deutscher Ökonom
- Johannes Marcus (* um 1170; † 1234), Dompropst zu Hildesheim
- Joseph Marcus (1886–1961), Jurist, Zionist, Mitbegründer des Blau-Weiß (jüdischer Wanderbund)
- Josias Marcus (1524–1599), deutscher Rechtswissenschaftler und Beamter
- Joyce Marcus (* 1948), US-amerikanische Anthropologin und Archäologin
- Julia Marcus (1905–2002), Schweizer Ausdruckstänzerin, Choreografin, Tanzkritikerin, Übersetzerin
- Jürgen Marcus (1948–2018), deutscher Schlagersänger

### K
- Karin Markus (1942–2021), deutsche Politikerin (SPD)
- Karl Markus (* ?), deutscher Sänger (Tenor)
- Karl Friedrich Markus bzw. Karl Friedrich von Marcus, siehe Carl Friedrich von Marcus
- Karl Paul Marcus (1854–1932), deutscher Kunstschmied
- Käthe Ephraim Marcus (1892–1970), deutsch-israelische Malerin und Bildhauerin
- Kelly Markus (* 1993), niederländische Radrennfahrerin
- Kurt Markus (* 1897; † nach 1954), deutscher Lehrer, Heimatforscher und Archivpfleger

### L
- Lawrence B. Marcus (1917–2001), US-amerikanischer Drehbuchautor
- Lewis Jacob Marcus (1809–1881), deutscher Rechtsanwalt und Politiker
- Louis Marcus (* 1936), irischer Dokumentarfilmer, Filmregisseur, Filmproduzent und Autor

### M
- M. Lynne Markus, US-amerikanische Wissenschaftlerin
- Maly Blumer-Marcus (1906–1975), Schweizer Malerin und Illustratorin
- Manfred Markus (* 1941), deutsch-österreichischer Anglist und Hochschullehrer
- Marcia Marcus (1928–2015), US-amerikanische Malerin
- Maria Marcus (1926–2017), dänische Schriftstellerin
- Maria L. Marcus (1933–2022), US-amerikanische Juristin und Hochschullehrerin
- Mario Markus, ein Pseudonym von Kurt Reis (* 1928), deutscher Schriftsteller
- Mario Markus (Physiker) (* 1944), deutscher Physiker
- Mary Marcus (1844–1930), deutsche Pädagogin
- Max Marcus (1892–1983), deutsch-israelischer Chirurg
- Michael Marcus (Musiker) (* 1952), US-amerikanischer Musiker
- Michael Marcus (Schauspieler), britischer Schauspieler
- Milan Marcus (* 1987), deutscher Schauspieler
- Moshe Marcus (* 1937), israelischer Mathematiker

### O
- Otto Marcus (1862–1952), deutsch-jüdischer Karikaturist und Maler

### P
- Paul Marcus, eigentlicher Name von Pem (1901–1972), deutsch-britischer Journalist und Schriftsteller
- Paul Marcus (Regisseur) (1955–2011), britischer Regisseur und Produzent

### R
- Rahel Szalit-Marcus (1892–1942), Malerin und Illustratorin in München, Berlin und Paris
- Ralph Marcus (1900–1956), US-amerikanischer Althistoriker
- Richard Marcus (1883–1933), deutscher Verwaltungsbeamter
- Richard Marcus (Schauspieler) (* 1945), US-amerikanischer Schauspieler
- Riejanne Markus (* 1994), niederländische Radrennfahrerin
- Robert Austin Markus (1924–2010), britischer Historiker
- Robert Markuš (* 1983), serbischer Schachspieler
- Ron Markus (* 1974), deutscher Drehbuchautor, Producer und Romanautor
- Rosemary E. Bancroft-Marcus, britische Neogräzistin
- Rudolph Arthur Marcus (* 1923), US-amerikanischer Chemiker
- Ruth Marcus (* 1958), deutsche Ärztin und Fotografin

### S
- Sabine Marcus (* 1969), deutsche Schauspielerin, Regisseurin und Produzentin
- Sharon Marcus (* 1966), US-amerikanische Anglistin und Feministin
- Siegfried Marcus (1831–1898), deutsch-österreichischer Techniker und Erfinder
- Solomon Marcus (1925–2016), rumänischer Mathematiker und Philosoph
- Sparky Marcus (* 1967), US-amerikanischer Schauspieler
- Stefan Markus (1884–1957), Schweizer Filmproduzent
- Stephen Marcus (* 1962), englischer Schauspieler
- Steve Marcus (1939–2005), US-amerikanischer Saxophonist
- Steven Marcus (1928–2018), US-amerikanischer Literaturwissenschaftler und Buchautor

### T
- Tetjana Markus (1921–1943), ukrainische Widerstandskämpferin gegen den Nationalsozialismus
- Theodor Marcus (1894–1973), deutscher Verleger
- Toni Marcus (* um 1950), US-amerikanische Geigerin und Bratscherin
- Trula M. Marcus, US-amerikanische (?) Schauspielerin

### U
- Ulrich Marcus (* 1958), deutscher Epidemiologe und Arzt
- Ursula Markus (* 1941), Schweizer Fotografin

### V
- Victor Marcus (1849–1911), deutscher Jurist und Politiker, Bürgermeister in Bremen
- Vitina Marcus (* 1937), US-amerikanische Schauspielerin

### W
- Willi Markus (1907–1975), deutscher SA- und SS-Führer
- Winnie Markus (1921–2002), deutsche Schauspielerin
- Wolfgang Marcus (1927–2016), deutscher Hochschullehrer und Politiker (SPD), MdL